# Theofilos (kejsare)
Theofilos (Teofilos), född 813, död 842, var östromersk kejsare 829–842. Han var son till den frygiska dynastins grundläggare, kejsar Mikael II. 
Han var ivrig bildstormare och upptogs under en stor del av sin regering av krig mot kalifen Al-Mu'tasim av Bagdad. Theofilos lyckades 837 erövra städerna Samosata och Zapetra, men förlorade 838 det segt försvarade Amorion, den frygiska dynastins vagga, sedan han personligen besegrats i slaget vid Dasymon. Dessa olyckor bröt hans krafter, och han avled efter en tids avtynande 842.
Trots alla svårigheter lyckades Theofilos höja rikets förvaltning och finansväsen. Handel, hantverk och konst blomstrade. Konstantinopels murar förstärktes och praktfulla byggnader uppfördes, bland annat ett stort sjukhus. Till och med vetenskaperna fick en levande omvårdnad, med representanter som Theofanes. Såsom andlig skald uppträdde nunnan Kassia.
Theofilos har som regent blivit olika bedömd; numera enas man om att erkänna hans framgångsrika strävanden att hämma de lokala förvaltningsämbetsmännens godtycke och utpressningar samt att skipa opartisk rättvisa. Han beskrivs som personligen högt bildad och konstälskande.